# Segunda División 2014-2015 (Spagna)
La stagione 2014-2015 della Segunda División (denominata Liga Adelante per ragioni di sponsorizzazione) è stata l'84ª edizione del campionato di calcio spagnolo di seconda divisione. La stagione regolare è iniziata il 23 agosto 2014 e si è conclusa il 7 giugno 2015. È seguita poi una fase di play-off per la promozione, suddivisa in semifinali e finali, disputate con gare di andata e ritorno. L'anno precedente il torneo era stato vinto dall'Eibar.

## Stagione

### Novità
Nella stagione precedente hanno ottenuto la promozione nella Liga l'Eibar, il Deportivo La Coruña e il Córdoba, vincitore dei play-off. Le squadre retrocesse in Segunda División B sono l'Hércules, il Real Madrid B, il Real Jaén e il Mirandés, poi ripescato per il fallimento del Real Murcia.
Dalla Primera División sono retrocesse Betis, Valladolid e Osasuna, mentre le promosse dalla Segunda División B sono state l'Albacete come campione di categoria, il Racing Santander, lo Llagostera e il Leganés.

### Formula
Al torneo partecipano 22 squadre che si sfidano in un girone all'italiana secondo la struttura più consueta dei campionati calcistici moderni. Ogni partecipante deve sfidare tutti gli altri per due volte: la prima nel girone d'andata, l'altra nel girone di ritorno. L'ordine in cui vengono affrontate le altre squadre è stabilito dal calendario, il quale stabilisce tutte le partite d'andata che verranno ripetute nello stesso ordine al ritorno, con l'inversione però del terreno di gioco. Vengono assegnati tre punti per la vittoria, uno per il pareggio e zero per la sconfitta, indipendentemente dal fattore campo.
Successivamente vengono disputati i play-off, concessi alle squadre che si sono piazzate tra la terza e la sesta posizione al termine della stagione regolare. Quella meglio classificata affronta l'ultima che ha conquistato un posto utile per garantirsi l'accesso alle eliminatorie, mentre la quarta e la quinta si sfidano tra di loro. I vincenti di questi incontri, che vengono stabiliti su match di andata e ritorno, si affrontano nella cosiddetta finale play-off, che determinerà la terza squadra che potrà aver accesso, nella stagione successiva, in Primera División.
Retrocedono invece le ultime quattro squadre classificatesi al termine dell'ultima giornata di ritorno.

## Promozioni e retrocessioni
Promozioni:
Betis Siviglia
Sporting Gijon
UD Las Palmas
Retrocessioni:
Racing Santander
Recreativo Huelva
Sabadell
Barcelona B

## Squadre partecipanti
| Club              | Città                      | Stadio                          | Stagione precedente                       |
| ----------------- | -------------------------- | ------------------------------- | ----------------------------------------- |
| Alavés            | Vitoria                    | Mendizorrotza                   | 18º in Segunda División                   |
| Albacete          | Albacete                   | Carlos Belmonte                 | Promosso ai playoff di Segunda División B |
| Alcorcón          | Alcorcón                   | Santo Domingo                   | 9º in Segunda División                    |
| Barcellona B      | Barcellona                 | Mini Estadi                     | 3º in Segunda División                    |
| Betis             | Siviglia                   | Estadio Benito Villamarín       | 20° in Primera División                   |
| Girona            | Girona                     | Montilivi                       | 15º in Segunda División                   |
| Las Palmas        | Las Palmas de Gran Canaria | Estadio de Gran Canaria         | 6º in Segunda División                    |
| Llagostera        | Llagostera                 | Municipal de Llagostera         | Promosso ai playoff di Segunda División B |
| Leganés           | Leganés                    | Stadio Municipale Butarque      | Promosso ai playoff di Segunda División B |
| Lugo              | Lugo                       | Anxo Carro                      | 12º in Segunda División                   |
| Maiorca           | Palma di Maiorca           | Iberostar Estadi                | 17º in Segunda División                   |
| Mirandés          | Miranda de Ebro            | Municipal de Anduva             | 18º in Segunda División, ripescato        |
| Numancia          | Soria                      | Los Pajaritos                   | 13º in Segunda División                   |
| Osasuna           | Pamplona                   | Estadio Reyno de Navarra        | 18° in Primera División                   |
| Ponferradina      | Ponferrada                 | El Toralín                      | 16º in Segunda División                   |
| Racing Santander  | Santander                  | El Sardinero                    | Promosso ai playoff di Segunda División B |
| Real Valladolid   | Valladolid                 | Estadio Municipal José Zorrilla | 19° in Primera División                   |
| Recreativo Huelva | Huelva                     | Nuevo Colombino                 | 8º in Segunda División                    |
| Sabadell          | Sabadell                   | Estadi de la Nova Creu Alta     | 10º in Segunda División                   |
| Saragozza         | Saragozza                  | La Romareda                     | 14º in Segunda División                   |
| Sporting Gijón    | Gijón                      | El Molinón                      | 5º in Segunda División                    |
| Tenerife          | Santa Cruz de Tenerife     | Heliodoro Rodríguez López       | 11º in Segunda División                   |

## Classifica finale
|  | Pos. | Squadra           | Pt | G  | V  | P  | S  | GF | GS | DR  |
|  | ---- | ----------------- | -- | -- | -- | -- | -- | -- | -- | --- |
|  | 1.   | Betis             | 84 | 42 | 25 | 9  | 8  | 73 | 40 | +43 |
|  | 2.   | Sporting Gijón    | 82 | 42 | 21 | 19 | 2  | 57 | 27 | +30 |
|  | 3.   | Girona            | 82 | 42 | 24 | 10 | 8  | 63 | 35 | +28 |
|  | 4.   | Las Palmas        | 78 | 42 | 22 | 12 | 8  | 73 | 47 | +26 |
|  | 5.   | Real Valladolid   | 72 | 42 | 21 | 9  | 12 | 65 | 40 | +25 |
|  | 6.   | Saragozza         | 61 | 42 | 15 | 16 | 11 | 61 | 59 | +2  |
|  | 7.   | Ponferradina      | 60 | 42 | 16 | 12 | 14 | 55 | 51 | +4  |
|  | 8.   | Mirandés          | 59 | 42 | 16 | 11 | 15 | 41 | 44 | -3  |
|  | 9.   | Llagostera        | 57 | 42 | 15 | 12 | 15 | 41 | 41 | 0   |
|  | 10.  | Leganés           | 56 | 42 | 15 | 11 | 16 | 48 | 42 | +6  |
|  | 11.  | Alcorcón          | 54 | 42 | 12 | 18 | 12 | 44 | 49 | -5  |
|  | 12.  | Numancia          | 53 | 42 | 12 | 17 | 13 | 54 | 55 | -1  |
|  | 13.  | Alavés            | 53 | 42 | 14 | 11 | 17 | 49 | 53 | -4  |
|  | 14.  | Albacete          | 51 | 42 | 14 | 9  | 19 | 55 | 65 | -10 |
|  | 15.  | Lugo              | 49 | 42 | 11 | 16 | 16 | 48 | 56 | -8  |
|  | 16.  | Maiorca           | 48 | 42 | 13 | 9  | 20 | 51 | 66 | -15 |
|  | 17.  | Tenerife          | 48 | 42 | 11 | 15 | 16 | 41 | 48 | -7  |
|  | 18.  | Osasuna           | 45 | 42 | 11 | 12 | 19 | 41 | 60 | -19 |
|  | 19.  | Racing Santander  | 44 | 42 | 12 | 8  | 22 | 42 | 53 | -11 |
|  | 20.  | Recreativo Huelva | 41 | 42 | 10 | 11 | 21 | 37 | 59 | -22 |
|  | 21.  | Sabadell          | 38 | 42 | 8  | 14 | 20 | 41 | 66 | -25 |
|  | 22.  | Barcellona B      | 36 | 42 | 9  | 9  | 24 | 55 | 83 | -28 |

Legenda:
      Promosse in Primera División 2015-2016
 Qualificate ai play-off promozione
      Retrocesse in Segunda División B 2015-2016
Regolamento:

Tre punti a vittoria, uno a pareggio, zero a sconfitta.
In caso di arrivo di due squadre a pari punti, la graduatoria verrà stilata in base all'ordine dei seguenti criteri:
- Differenza reti negli scontri diretti
- Differenza reti generale
- Reti realizzate in generale

In caso di arrivo di tre o più squadre a pari punti, la graduatoria verrà stilata in base all'ordine dei seguenti criteri:
- Punti negli scontri diretti (classifica avulsa)
- Differenza reti negli scontri diretti
- Differenza reti generale
- Reti realizzate in generale
- Classifica fair-play stilata a inizio stagione

Nel caso un criterio escluda solamente alcune delle squadre, senza quindi determinare l'ordine completo, tali squadre vengono escluse dal criterio successivo, rimanendo così senza possibilità di posizionarsi meglio.

## Play-off

### Tabellone
|  | Semifinali | Semifinali       | Semifinali | Semifinali | Semifinali |  |  | Finale           | Finale           | Finale | Finale | Finale |  |
|  |            |                  |            |            |            |  |  |                  |                  |        |        |        |  |
|  | 6          | Saragozza (gfc)  | 0          | 4          | 4          |  |  |                  |                  |        |        |        |  |
|  | 3          | Girona           | 3          | 1          | 4          |  |  | Saragozza        | Saragozza        | 3      | 0      | 3      |  |
|  | 5          | Real Valladolid  | 1          | 0          | 1          |  |  | Las Palmas (gfc) | Las Palmas (gfc) | 1      | 2      | 3      |  |
|  | 4          | Las Palmas (gfc) | 1          | 0          | 1          |  |  |                  |                  |        |        |        |  |

Note:
Incontri di andata e ritorno.
Il vincitore viene determinato in base all'ordine dei seguenti criteri:
- Miglior differenza reti a favore al termine dei tempi regolamentari
- Maggior numero di reti fuori casa al termine dei tempi regolamentari
- Miglior differenza reti a favore al termine dei tempi supplementari
- Maggior numero di reti fuori casa al termine dei tempi supplementari
- Maggior numero di reti segnati ai tiri di rigore

### Semifinali

#### Andata
| Saragozza 11 giugno 2015, ore 20:00 CEST Semifinali - Andata | Saragozza | 0 – 3 referto             | Girona | La Romareda |
| \| \| \| \| \| \| Marcatori \| 23’, 59’ Mata 45’ Lejeune \|  |           |                           |        |             |
|                                                              |           |                           |        |             |
|                                                              | Marcatori | 23’, 59’ Mata 45’ Lejeune |        |             |

| Valladolid 10 giugno 2015, ore 20:00 CEST Semifinali - Andata | Real Valladolid | 1 – 1 referto | Las Palmas | Estadio Municipal José Zorrilla (17.000 spett.) |
| \| \| \| \| \| Pérez 23’ \| Marcatori \| 9’ Araujo \|         |                 |               |            |                                                 |
|                                                               |                 |               |            |                                                 |
| Pérez 23’                                                     | Marcatori       | 9’ Araujo     |            |                                                 |

#### Ritorno
| Girona 14 giugno 2015, ore 17:00 CEST Semifinali - Ritorno                                  | Girona    | 1 – 4 referto                                    | Saragozza | Estadi Montilivi |
| \| \| \| \| \| Aday 73’ \| Marcatori \| 19’ (rig.) 34’ Willian 44’ Cabrera 67’ Fernández \| |           |                                                  |           |                  |
|                                                                                             |           |                                                  |           |                  |
| Aday 73’                                                                                    | Marcatori | 19’ (rig.) 34’ Willian 44’ Cabrera 67’ Fernández |           |                  |

| Las Palmas de Gran Canaria 13 giugno 2015, ore 20:00 CEST Semifinali - Ritorno | Las Palmas | 0 – 0 referto | Real Valladolid | Estadio de Gran Canaria (21.000 spett.) |

### Finale

#### Andata
| Saragozza 17 giugno 2015, ore CEST Finale - Andata                         | Saragozza | 3 – 1     | Las Palmas | La Romareda |
| \| \| \| \| \| Rico 39’ Pedro 47’ Willian 75’ \| Marcatori \| 19’ Viera \| |           |           |            |             |
|                                                                            |           |           |            |             |
| Rico 39’ Pedro 47’ Willian 75’                                             | Marcatori | 19’ Viera |            |             |

#### Ritorno
| Las Palmas de Gran Canaria 21 giugno 2015, ore CEST Finale - Ritorno | Las Palmas | 2 – 0 | Saragozza | Estadio de Gran Canaria |
| \| \| \| \| \| Mesa 33’ Araujo 84’ \| Marcatori \| \|                |            |       |           |                         |
|                                                                      |            |       |           |                         |
| Mesa 33’ Araujo 84’                                                  | Marcatori  |       |           |                         |